# Toixó
El toixó o teixó (Meles meles) és una espècie de mamífer i el representant de la família dels mustèlids de morfologia més atípica. Les bandes fosques del cap el fan fàcilment identificable.
L'alimentació és molt variada: tota mena de fruits, arrels, tubercles, cucs de terra, grans coleòpters, catxaps, mel, ratolins, talpons, granotes, gripaus, serps, etc. A la tardor acumula grans reserves de greix, per això, pot viure molt de temps en dejú.

## Subespècies

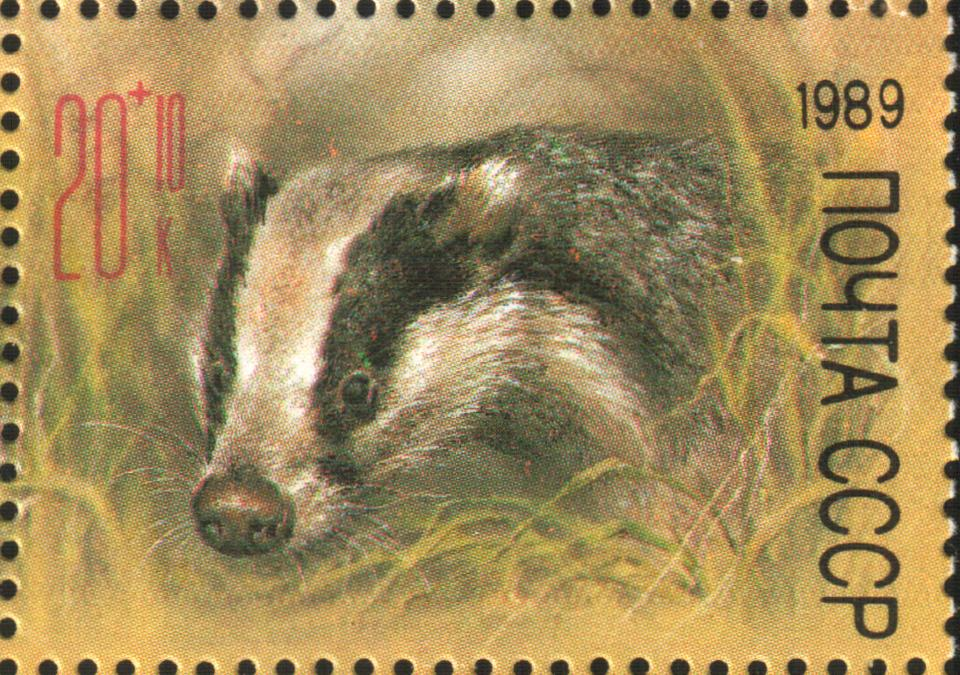
Segell soviètic de l'any 1989

- Meles meles arcalus (Miller, 1907).[3] Creta (Grècia)[4][5]
- Meles meles canescens (Blanford, 1875).[6] Transcaucàsia i Iran[4][5]
- Meles meles heptneri (Ogniov, 1931).[7] Regions de la mar Càspia de Rússia[5]
- Meles meles marianensis (Graells, 1897).[8] Península Ibèrica[4][5]
- Meles meles meles (Linnaeus, 1758).[9] Europa Occidental[5]
- Meles meles milleri (Baríxnikov, Puzatxenko i Abràmov, 2003).[10] Sud-oest de Noruega[11][12]
- Meles meles rhodius (Festa, 1914).[13]  Rodes (Grècia)[4][5]
- Meles meles severzovi (Heptner, 1940).[14] Turquestan, incloent-hi la Vall de Ferganà[4][5][15][16][17][18][19]

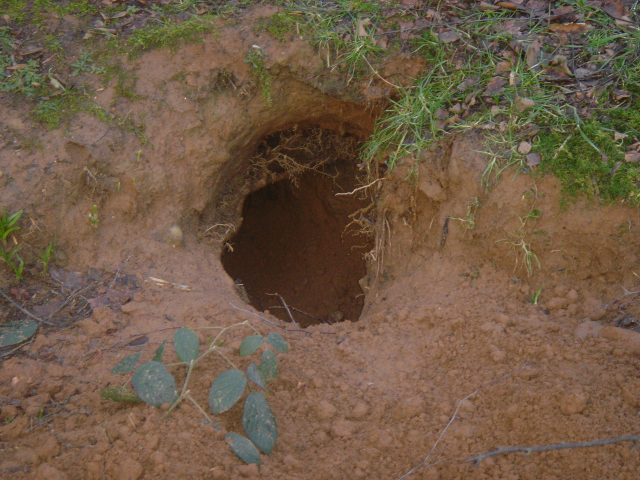
Teixonera

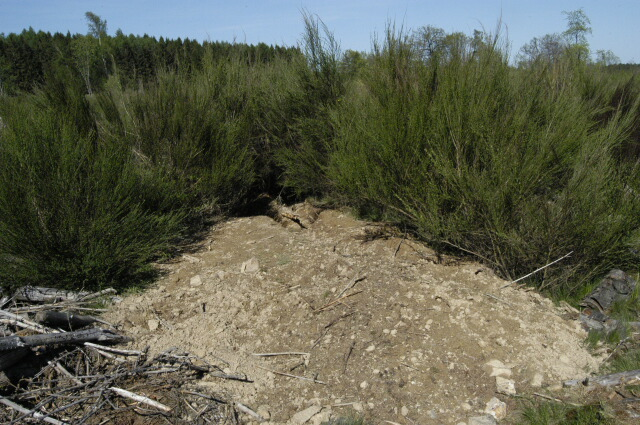
Teixonera

## Distribució geogràfica

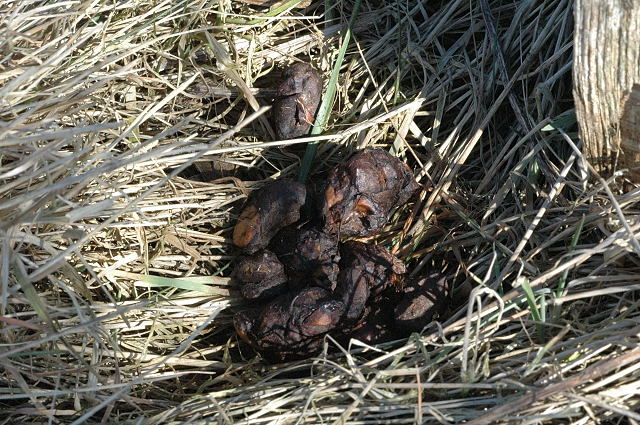
Excrements fotografiats a Bèlgica (regió de les Ardenes).

Es troba a Euràsia (incloent-hi el Japó) i les latituds 60 i 35. També és present al llarg de la costa pacífica asiàtica fins al Vietnam.

## Rastre

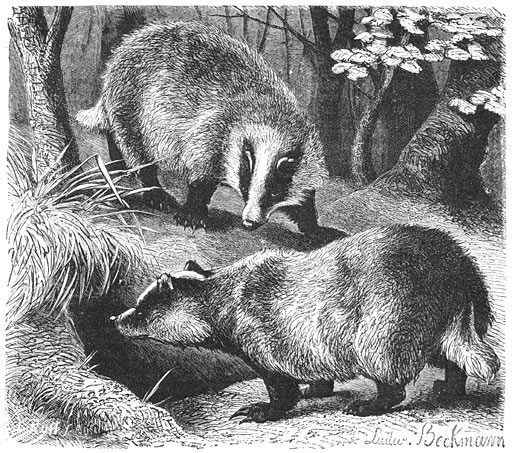
Il·lustració de l'any 1927

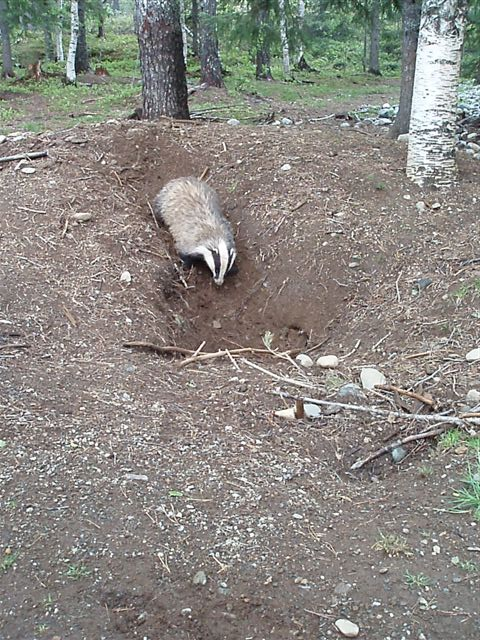
Exemplar fotografiat a Noruega.

- Diposita les defecacions en uns forats que excava al sòl d'uns 20 cm de diàmetre i de 5 a 10 cm de profunditat, les latrines, que després no tapa. Les latrines més allunyades de les teixoneres serveixen per a marcar el territori.
- Les petjades marquen la planta del peu, els cinc dits i les ungles, que en les potes anteriors són molt llargues, d'aproximadament 1 cm.

## Impacte econòmic

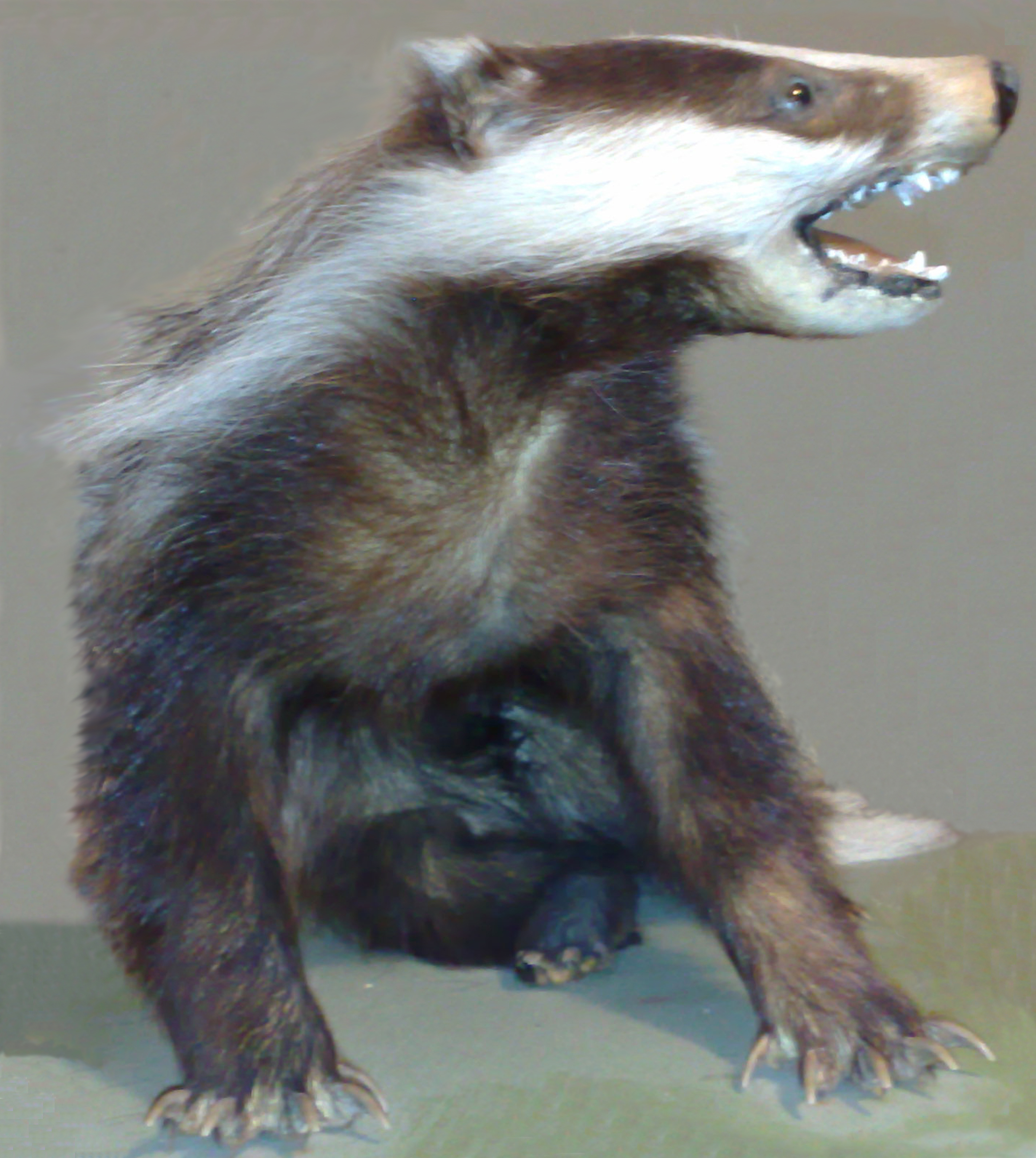
Un toixó dissecat

### Positiu
Contribueix a controlar les poblacions d'alguns insectes, com les vespes, i petits mamífers, com l'eriçó. El pelatge s'utilitza per fer raspalls, i la pell per fer catifes.

### Negatiu
Produeix danys en els cultius agrícoles, i en els horts i jardins. Pot ser vehicle de transmissió de la tuberculosi als animals ramaders.